# Gabriela Mantellato
Gabriela Mantellato Dias (São Paulo, 28 de outubro de 1994) é uma jogadora de polo aquático brasileira.

## Carreira
Gabriela integrou a equipe do Brasil que finalizou em oitavo lugar nos Jogos Olímpicos de 2016, no Rio de Janeiro.